# Клобушнево
Клобушнево — деревня в Костромском районе Костромской области. Входит в состав Бакшеевского сельского поселения.

## География
Находится в юго-западной части Костромской области на расстоянии приблизительно 6 км на юго-запад по прямой от старой железнодорожной станции Кострома в правобережной части района.

## История
Упоминалась как село Соколово с Никольской церковью, бывшее владение Ипатьевского монастыря, в 1749 году принадлежала А.Строеву. В 1872 году здесь было учтено 24 двора, в 1907 году здесь отмечено было 49 дворов.

## Население
Постоянное население составляло 165 человек (1872 год), 175 (1897), 219 (1907), 18 в 2002 году (русские 83 %), 22 в 2022.